# Tephritopyrgota variegata
Tephritopyrgota variegata är en tvåvingeart som beskrevs av Friedrich Georg Hendel 1934. Tephritopyrgota variegata ingår i släktet Tephritopyrgota och familjen Pyrgotidae. Inga underarter finns listade i Catalogue of Life.